# Göksu Türkdoğan
Goksu Turkdogan (sinh ngày 15 tháng 4 năm 1985) là một cầu thủ bóng đá Thổ Nhĩ Kỳ, đang thi đấu cho Altınordu S.K. ở TFF First League.